# 冬瓜水
冬瓜水，性偏寒涼，有清熱袪濕作用，为广东地区民间常见消暑湯，在夏季尤其盛行，三伏天饮用，可起到消暑效果。製作非常簡單，只要將冬瓜切成小塊，加入袪濕湯料如赤小豆、木棉花、生熟薏米、薑等，並以糖冬瓜或片糖調味，加入適量清水煲半小時至冬瓜熟軟即可。